# IPAG Business School
Die IPAG Business School (Institut de préparation à l’administration et à la gestion) ist eine internationale Wirtschaftshochschule und eine der führenden Grandes Ecoles in Frankreich. Sie wurde 1965 gegründet. Sie verfügt über einen eigenen Campus in Paris.
Die Studiengänge haben die dreifache internationale Akkreditierung von EFMD,  CEFDG (Commission d'évaluation des formations et diplômes de gestion) und 'Union des grandes écoles indépendantes'.
Die Schule verfügt über ein Netzwerk von 12.500 Alumni. Im Ranking der französischen Business-Schools von Le Figaro liegt sie 2022 auf Platz 24.

## Berühmte Absolventen
- Inés Arrimadas, eine spanische Juristin und Politikerin